# Bois-le-Roi (Eure)
Bois-le-Roi és un municipi francès situat al departament de l'Eure i a la regió de Normandia. L'any 2007 tenia 930 habitants.

## Demografia

### Població
El 2007 la població de fet de Bois-le-Roi era de 930 persones. Hi havia 340 famílies, de les quals 56 eren unipersonals (20 homes vivint sols i 36 dones vivint soles), 112 parelles sense fills, 152 parelles amb fills i 20 famílies monoparentals amb fills.
La població ha evolucionat segons el següent gràfic:
Habitants censats

### Habitatges
El 2007 hi havia 431 habitatges, 347 eren l'habitatge principal de la família, 71 eren segones residències i 13 estaven desocupats. 418 eren cases i 9 eren apartaments. Dels 347 habitatges principals, 301 estaven ocupats pels seus propietaris, 33 estaven llogats i ocupats pels llogaters i 13 estaven cedits a títol gratuït; 21 tenien dues cambres, 39 en tenien tres, 87 en tenien quatre i 200 en tenien cinc o més. 270 habitatges disposaven pel capbaix d'una plaça de pàrquing. A 137 habitatges hi havia un automòbil i a 197 n'hi havia dos o més.

### Piràmide de població
La piràmide de població per edats i sexe el 2009 era:
| Homes | Edats   | Dones |
| ----- | ------- | ----- |
| 0     | 95 o +  | 0     |
| 0     | 90 a 94 | 0     |
| 0     | 85 a 89 | 0     |
| 0     | 80 a 84 | 4     |
| 12    | 75 a 79 | 24    |
| 4     | 70 a 74 | 4     |
| 20    | 65 a 69 | 20    |
| 20    | 60 a 64 | 12    |
| 20    | 55 a 59 | 16    |
| 44    | 50 a 54 | 36    |
| 12    | 45 a 49 | 36    |
| 28    | 40 a 44 | 12    |
| 36    | 35 a 39 | 32    |
| 32    | 30 a 34 | 44    |
| 20    | 25 a 29 | 16    |
| 12    | 20 a 24 | 8     |
| 32    | 15 a 19 | 28    |
| 24    | 10 a 14 | 36    |
| 32    | 5 a 9   | 24    |
| 36    | 0 a 4   | 16    |

## Economia
El 2007 la població en edat de treballar era de 630 persones, 453 eren actives i 177 eren inactives. De les 453 persones actives 405 estaven ocupades (227 homes i 178 dones) i 48 estaven aturades (18 homes i 30 dones). De les 177 persones inactives 66 estaven jubilades, 45 estaven estudiant i 66 estaven classificades com a «altres inactius».

### Ingressos
El 2009 a Bois-le-Roi hi havia 372 unitats fiscals que integraven 1.047 persones, la mediana anual d'ingressos fiscals per persona era de 19.715 €.

### Activitats econòmiques
Dels 25 establiments que hi havia el 2007, 1 era d'una empresa alimentària, 1 d'una empresa de fabricació de material elèctric, 3 d'empreses de fabricació d'altres productes industrials, 7 d'empreses de construcció, 3 d'empreses de comerç i reparació d'automòbils, 1 d'una empresa de transport, 8 d'empreses de serveis i 1 d'una empresa classificada com a «altres activitats de serveis».
Dels 11 establiments de servei als particulars que hi havia el 2009, 1 era una oficina de correu, 1 taller de reparació d'automòbils i de material agrícola, 3 paletes, 2 fusteries, 1 lampisteria, 1 electricista, 1 empresa de construcció i 1 saló de bellesa.
Dels 2 establiments comercials que hi havia el 2009, 1 era una botiga de més de 120 m² i 1 una botiga de menys de 120 m².
L'any 2000 a Bois-le-Roi hi havia 4 explotacions agrícoles.

## Equipaments sanitaris i escolars
El 2009 hi havia una escola elemental integrada dins d'un grup escolar amb les comunes properes formant una escola dispersa.

## Poblacions més properes
El següent diagrama mostra les poblacions més properes.